# Radětice, Příbram
Radětice là một làng thuộc huyện Příbram, vùng Středočeský, Cộng hòa Séc.